# Arrondissement Bremerlehe

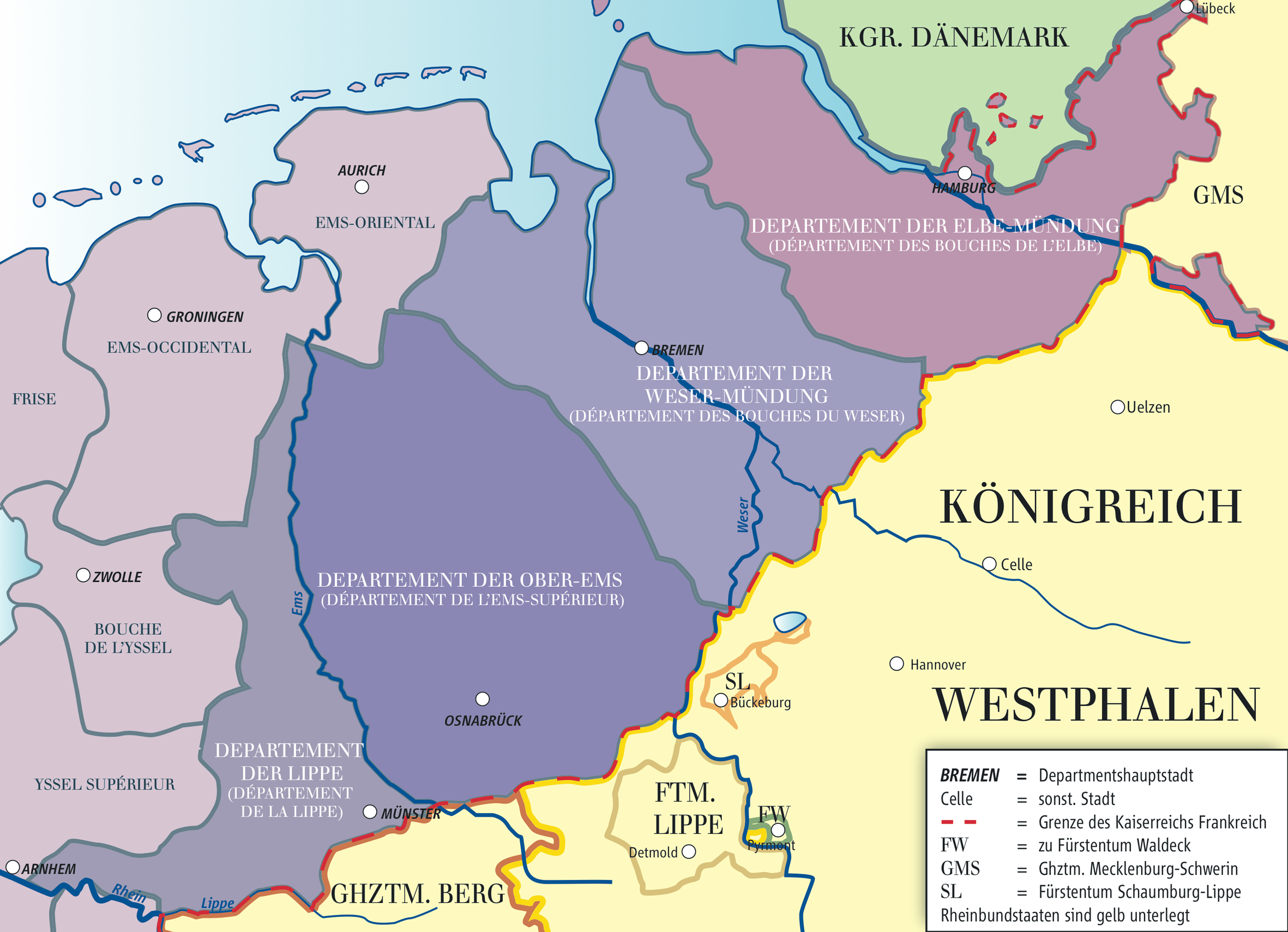
Die „Hanseatischen Departements“

Das Arrondissement de Bremerlehe (deutsch: Arrondissement Bremerlehe, auch Distrikt Bremerlehe) war eine von vier Verwaltungseinheiten im Departement der Wesermündungen. Das Arrondissement war vom 1. Januar 1811 bis zum 11. April 1814 Teil des Französischen Kaiserreichs.
Nach dem Sieg der Alliierten über Napoléon I. 1814 wurde das Arrondissement Teil des Königreiches Hannover, des  Großherzogtums Oldenburg und der Hansestadt Bremen.
Heute umfasst das Gebiet Teile des Landes Niedersachsen und der Freien Hansestadt Bremen.

## Verwaltungsgliederung
Das Arrondissement Bremerlehe gliederte sich in 6 Kantone, in denen im Jahr 1812 insgesamt 82.634 Einwohner lebten.
- Beverstedt,
- Bremerlehe,
- Dorum,
- Hagen,
- Osterholz, und
- Vegesack.